# Ana Rita (Timóteo)
Ana Rita é um bairro do município brasileiro de Timóteo, no interior do estado de Minas Gerais. Localiza-se no distrito-sede, estando situado na Regional Sul. Segundo o censo demográfico de 2022, realizado pelo Instituto Brasileiro de Geografia e Estatística (IBGE), sua população era de 4 732 habitantes e havia 1 650 domicílios particulares permanentes ocupados. Trata-se então do segundo bairro mais populoso do município, atrás apenas do Cachoeira do Vale.
De acordo com o IBGE, em 2010 a população era de 3 809 habitantes e havia 1 195 domicílios particulares.

## História e descrição

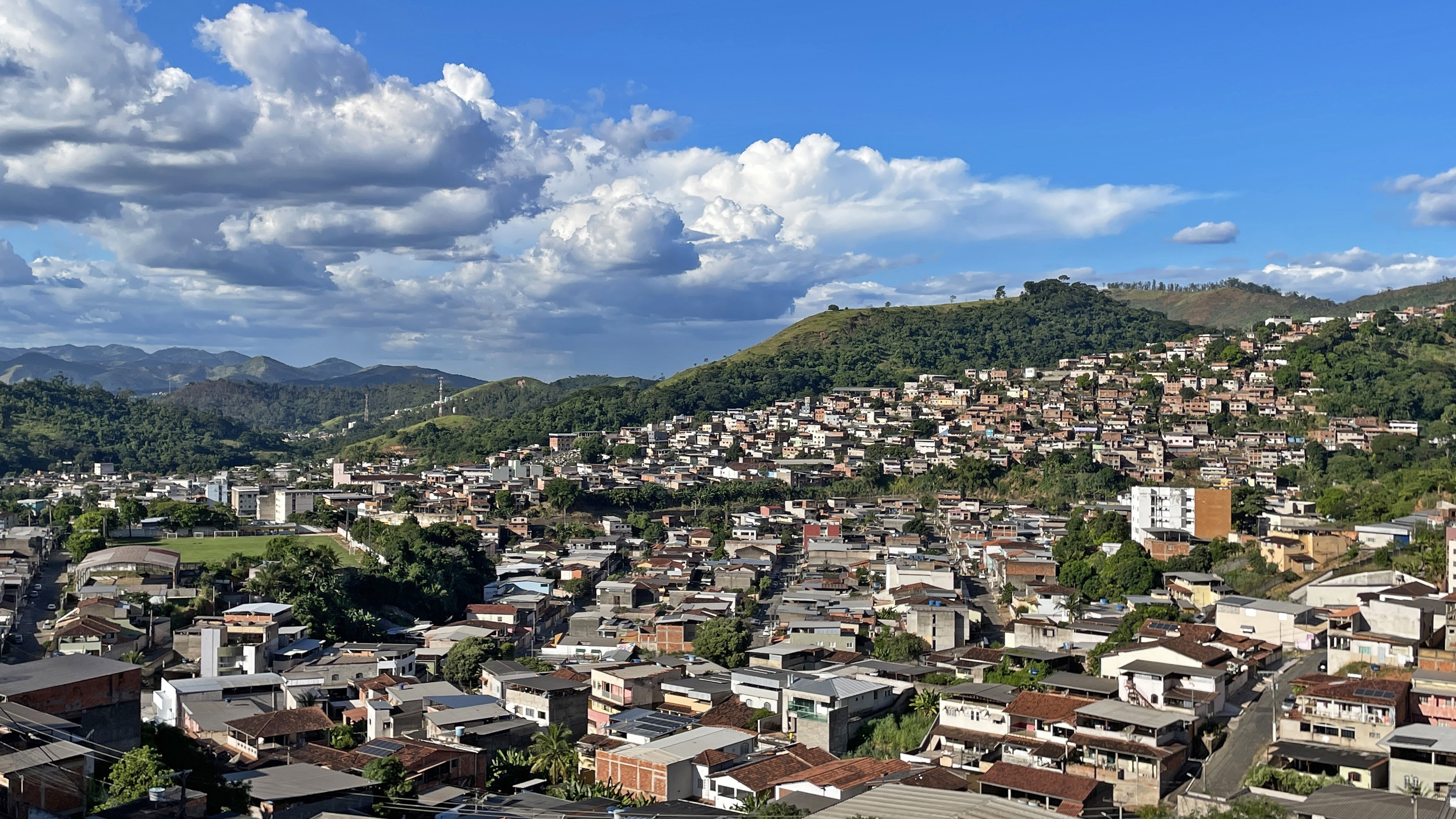
Bairro Ana Rita (em primeiro plano) com o Centro-Sul ao fundo à esquerda e o Bela Vista à direita

O nome do bairro é uma referência à pioneira Ana Rita Ferreira. A execução do calçamento e urbanização foi realizada pela administração municipal antes de 1981. A principal via que passa pelo bairro é a Avenida Acesita, que também liga a cidade de Timóteo e o restante da Região Metropolitana do Vale do Aço à LMG-760. Contudo, o trecho da avenida que intercede o Ana Rita é estreito e possui limitação de veículos de até dez toneladas.
No Ana Rita está localizado o Centro de Saúde Maria Raimunda Perdigão, unidade básica de saúde que atende à demanda de cerca de 10 mil moradores de bairros próximos. A Escola Municipal José Moreira Bowen também está localizada neste bairro. Outro marco é o Estádio Municipal Antônio Silva, cujo campo já sediou partidas importantes de campeonatos de futebol amador locais, tendo sido utilizado recorrentemente por esses torneios. É considerado a "casa" da equipe Florestino Social Clube, que possui relevância no amadorismo de Timóteo.